# Paweł Sebastian Pieńkowski
Paweł Sebastian Fabian Antoni Pieńkowski herbu Suchekomnaty (ur. 25 stycznia 1781 w Worońcu koło Białej Podlaskiej, zm. 15 listopada 1839 w Nikonówce pod Żytomierzem (dziś Никонівка)) – marszałek szlachty i chorąży powiatu żytomierskiego. Odznaczony Medalem Św. Włodzimierza na wstędze za wojnę przeciw Francji w 1812 roku.   

## Rodzina
Syn Ignacego Pawła stolnika drohickiego i Balbiny Antoniny Popławskiej. Ślub rodziców odbył się w Białej Podlaskiej 15 sierpnia 1771 roku. Rodzeństwo: Anna (ur. 1794), Stefan Leonard Antoni (ur. 1779), Barbara (ur. 1783) i Ludwika (ur. 1783) roku. 11 grudnia 1814 roku ożenił się z Józefą Hołowińską c. Piotra herbu Kostrowec Odmienny, urodzoną ok. 1790 prawdopodobnie w Rzyszczowie. Dzieci: Platon Celestyn, Henryka (żona Waleriana Ulanickiego) i Kazimierz Jan (ur. w 1824 r.; żonaty z Eufrazyną Morzycką herbu Mora). 

## Życiorys
Przed 1804 rokiem rezydował w Chodorowie (powiat bohusławski), parafia Rzyszczów, gdzie posiadał 15 chłopów. W 1807 roku został wybrany przez szlachtę guberni kijowskiej powiatu radomyskiego na posadę "piatisontika milicji", którą zajmował do czasów zmiany nazwy milicji na pospolite ruszenie.
Następnie przez głównego dowódcę ks. Prozorowskiego został mianowany na stanowisko dowódcy batalionu z prawem używania munduru odpowiedniego stopnia wojskowego.
Brał czynny udział w wojnie obronnej przeciw Francji w 1812 roku. 
W 1820 roku został wybrany chorążym powiatu żytomierskiego, a 25 lipca 1823 roku marszałkiem szlachty powiatu żytomierskiego guberni wołyńskiej. 5 czerwca 1838 został ławnikiem (asesorem) Wołyńskiego Sądu Sprawiedliwości, a 6 marca 1839 – sędzią powiatowym. 
W 1814 roku kupił Nikonówkę, na którą składały się duże obszary rolne, lasy (w sumie ponad 316 dziesięcin) i liczni chłopi (ponad 200 „dusz" płci męskiej). 
W 1825 roku został odznaczony brązowym Medalem Św. Włodzimierza na wstędze za wojnę obronną przeciw Napoleonowi w 1812 roku. 